# Miro à capuchon
Melanodryas cucullata
Espèce
Statut de conservation UICN

 LC  : Préoccupation mineure
Le Miro à capuchon (Melanodryas cucullata) est une petite espèce de passereaux de la famille des Petroicidae originaire d'Australie. Comme beaucoup de Petroicidae, il présente un dimorphisme sexuel : le mâle portant un plumage noir et blanc tandis que la femelle est gris-brun.

## Taxonomie
Initialement considéré comme apparenté aux Muscicapidae de l'ancien Monde, il a été décrit sous le nom de Muscicapa cucullata par l'ornithologue John Latham en 1802. [1] Plus tard, il a été décrit comme Grallina bicolor par Nicholas Aylward Vigors et Thomas Horsfield, avant d'être placé dans le genre Petroica pendant de nombreuses années avant d'être transféré dans le genre Melanodryas.

## Description

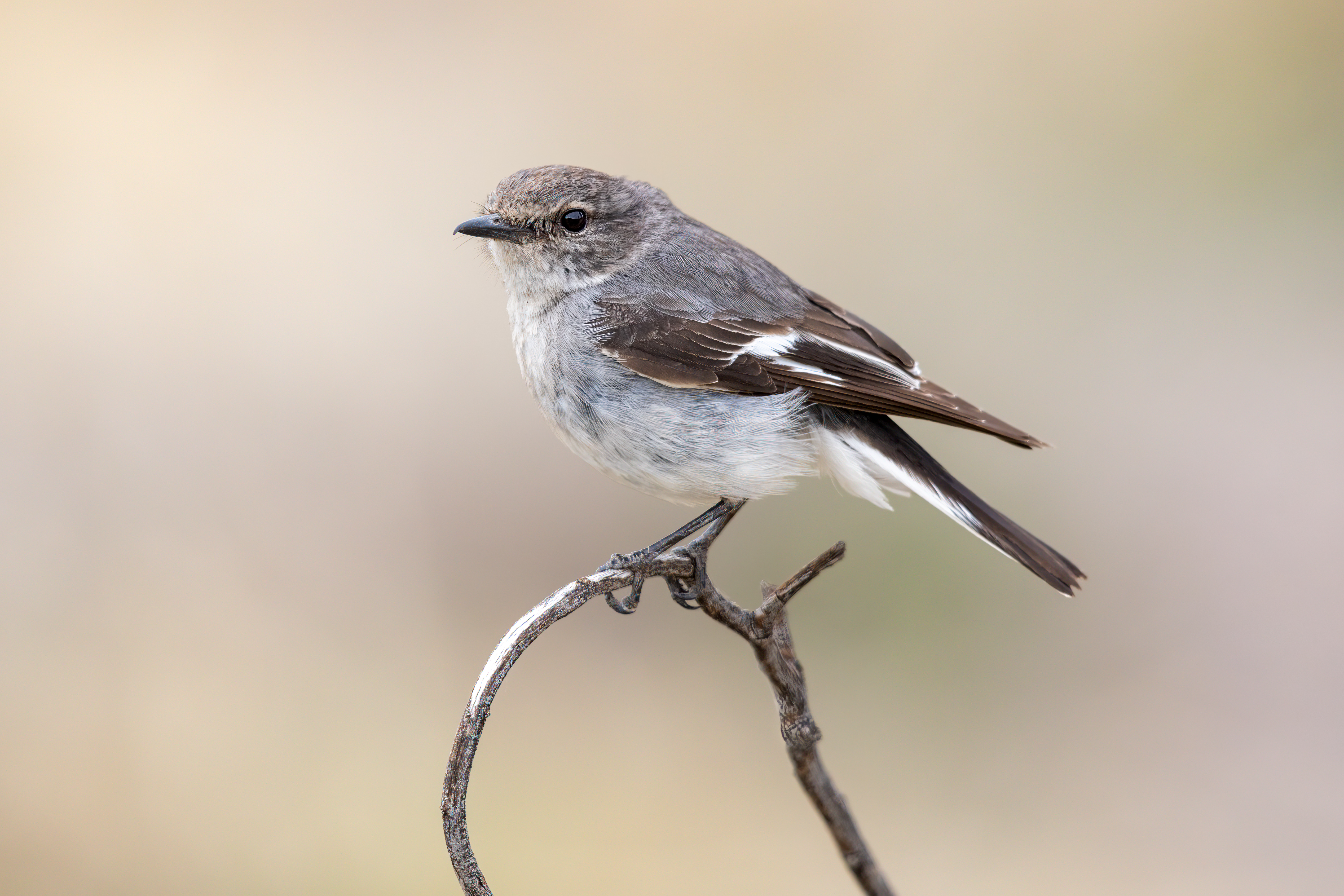
Miro à capuchon femelle vers Kings Canyon (Australie). Aout 2022.

Il mesure environ 16 cm de longueur. Le mâle est bicolore, avec la tête et le cou noirs, la poitrine et le ventre blancs et les ailes noires avec des barres alaires blanches. Les yeux, le bec et les pattes sont également noirs. La femelle est d'un banal gris-brun sur le dessus, la gorge et le ventre sont gris pâle et les ailes brunes avec des barres alaires blanches. Les juvéniles sont semblables aux femelles.

## Répartition
On le trouve à travers le continent australien, mais pas au cap York, ni en Tasmanie ; son habitat naturel est la végétation arbustive de type méditerranéen.

## Protection
Il  n'est pas inscrit comme étant menacé par le ministère de l'environnement australien. Cependant, leur état de conservation varie d'un État à l'intérieur de l'Australie. Par exemple, il est considéré comme quasi menacé au Victoria.

## Reproduction
La saison de reproduction va de juillet à novembre avec une ou deux pontes annuelles. Le nid est une coupe soignée faite de gazon sec et doux et d'écorce. Des toiles d'araignées, des plumes et des poils sont utilisés pour la liaison et le remplissage du nid placé généralement dans une crevasse d'arbres, un trou ou une fourche. La couvée se compose généralement de deux œufs olive ou bleu-vert avec des taches plus foncées et mesurent 21mm x 16 mm.